# Shiveegovĭ
Shiveegovĭ är ett distrikt i Mongoliet.   Det ligger i provinsen Gobi-Sümber, i den östra delen av landet, 240 km sydost om huvudstaden Ulaanbaatar.